# Estradarada
Estradarada — украинский музыкальный проект, созданный в 2014 году автором песен, исполнителем и продюсером из Киева Александром Химчуком.
Проект сформировался осенью 2014 года, первые синглы «Галя Гуляй» и «Дауншифт» выпущены в 2015-м. После двух лет студийной работы, осенью 2016 года коллектив создаёт трек «Вите надо выйти», ставший крайне популярным и попавший в ротацию многих радиостанций.

## Творчество
Клип «Вите надо выйти» набрал более 90 миллионов просмотров на YouTube  и стал одним из ключевых хитов Украины в первой половине 2017 года, наряду с композициями «Collaba» Ивана Дорна и «Тает Лёд» Грибов. Песня стала популярной и за пределами Украины. Так, в апреле 2017 года мэр Новокузнецка выложил на официальном канале администрации города клип, в котором перепел эту песню, чтобы привлечь жителей города выйти на субботник.
В 2017 году один за одним выходят два альбома группы - «Дискотека века» и «Ultra Moda Futura».  Положительные рецензии критиков определяют стиль проекта как «музыка раскованных интеллектуалов», «сюжетная авангардная танцевальная музыка» или просто «музыкальный атмосферный проект с глубоким эмоциональным смыслом». Альбом содержит несколько танцевальных хитов на украинском, русском и английском языке, находящихся на стыке техно, хауса, соула, диско и инди-попа.

## Дискография
Альбомы:
- 2017 — «Дискотека Века»
- 2017 — «Ultra Moda Futurа»
- 2021 — «Артефакты»

Синглы:
- 2015 — «Галя Гуляй»
- 2016 — «Мы сделаны из звёзд»
- 2016 — «Лайф из лайф (#Lifeislife)»
- 2016 — «Вите надо выйти»
- 2016 — «Рамаяна»
- 2017 — «Ковёр (K083R)»
- 2018 — «Muzica Electronica Moldova (Гопцаца)»
- 2018 — «Иногда танцевать»
- 2019 — «Минимал»
- 2019 — «Чемпион»
- 2020 — «Ни разу не палево»
- 2020 — «Люди как корабли»
- 2020 — «Два бантика»

## Награды
Номинации в категории «Прорыв года» премии Муз-ТВ и «Лучший старт» премии RU.TV в 2017 году. Лауреат премии «Песня года» и обладатель Российской национальной музыкальной премии «Виктория» (номинация «Танцевальный хит года» в 2017-м году).